# Copa Máster de Supercopa
La Copa Máster de Supercopa fue un torneo internacional oficial de fútbol organizado por la Confederación Sudamericana de Fútbol. La disputaban los equipos campeones de la Supercopa Sudamericana. Solo se llevaron a cabo dos ediciones, la primera en 1992, ganada por Boca Juniors de Argentina, y la segunda en 1995 —calificada como la edición de 1994—, obtenida por Cruzeiro de Brasil. Ganar la copa daba el derecho de participar en la Copa de Oro Nicolás Leoz. Para 1998 se previó la realización de la III Edición incluyendo a todos los ganadores anteriores de la Supercopa Sudamericana. Pero fue finalmente descartada y reemplazada por la Copa Mercosur.

## Historial
| Año  | Campeón                | Resultados finales | Subcampeón        | Tercer lugar     | Resultados finales | Cuarto lugar          |
| ---- | ---------------------- | ------------------ | ----------------- | ---------------- | ------------------ | --------------------- |
| 1992 | Boca Juniors Argentina | 2:1                | Cruzeiro · Brasil | Olimpia Paraguay | 2:1                | Racing Club Argentina |
| 1994 | Cruzeiro · Brasil      | 0:0 1:0            | Olimpia Paraguay  | —                | —                  | —                     |
| 1998 | Cancelada              | Cancelada          | Cancelada         | Cancelada        | Cancelada          | Cancelada             |

## Palmarés

### Títulos por equipo
| Equipo       | País      | Títulos  | Subtítulos | Tercer puesto | Cuarto puesto |
| ------------ | --------- | -------- | ---------- | ------------- | ------------- |
| Cruzeiro     | Brasil    | 1 (1994) | 1 (1992)   | —             | —             |
| Boca Juniors | Argentina | 1 (1992) | —          | —             | —             |
| Olimpia      | Paraguay  | —        | 1 (1994)   | 1 (1992)      | —             |
| Racing Club  | Argentina | —        | —          | —             | 1 (1992)      |

### Títulos por país
| País      | Campeonatos | Subcampeonatos |
| --------- | ----------- | -------------- |
| Brasil    | 1           | 1              |
| Argentina | 1           | 0              |
| Paraguay  | 0           | 1              |